# اون حائزر

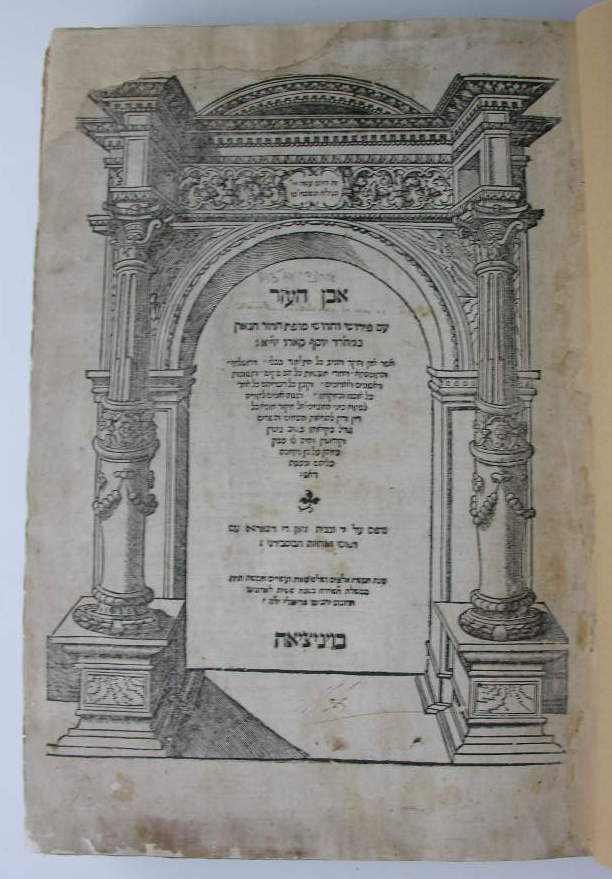
صفحه عنوان یک نسخه از اِوِن هایزر از سال ۱۵۶۵

اِوِن حائزر (انگلیسی: Even Ha'ezer) بخشی از مجموعه ربی یعقوب بن اشر از هلاخا (قانون یهودی)، اربعه توریم است. این بخش به جنبه‌هایی از قوانین یهودی مربوط به ازدواج، طلاق و رفتار جنسی می‌پردازد. بعدها، خاخام یوسف کارو چارچوب مجموعه خود از قوانین عملی یهودی، شولحان عاروخ را پس از اربعه توریم الگوبرداری کرد.